# Bayji
Bayji, ook wel Baiji gespeld, is een stad met ongeveer 200 000 inwoners in het noorden van Irak, in het gouvernement Salah ad Din, op ongeveer 200 kilometer ten noorden van de hoofdstad Bagdad. Ten noordwesten van de stad bevindt zich de grootste olieraffinaderij van het land, en de stad heeft ook een grote elektriciteitscentrale.
Tijdens de Golfoorlog in 1991 werd de olieraffinaderij grotendeels verwoest, maar nadien snel heropgebouwd. Vanwege het handelsembargo tegen Irak ontbrak men aan reserveonderdelen, en veroorzaakte de installatie veel vervuiling in de streek.
Gedurende de Irakoorlog in 2003 werd Bayji zonder veel weerstand ingenomen door Amerikaanse troepen. Daarop vonden er veel aanslagen plaats door opstandelingen, onder meer gericht tegen de olie-infrastructuur.
In juni 2014 werd Bayji ingenomen door Islamitische Staat. De door het Iraaks leger verdedigde raffinaderij werd door IS omsingeld en de volgende dagen grotendeels veroverd. In november 2014 werd de regio in een Iraaks offensief op IS heroverd.

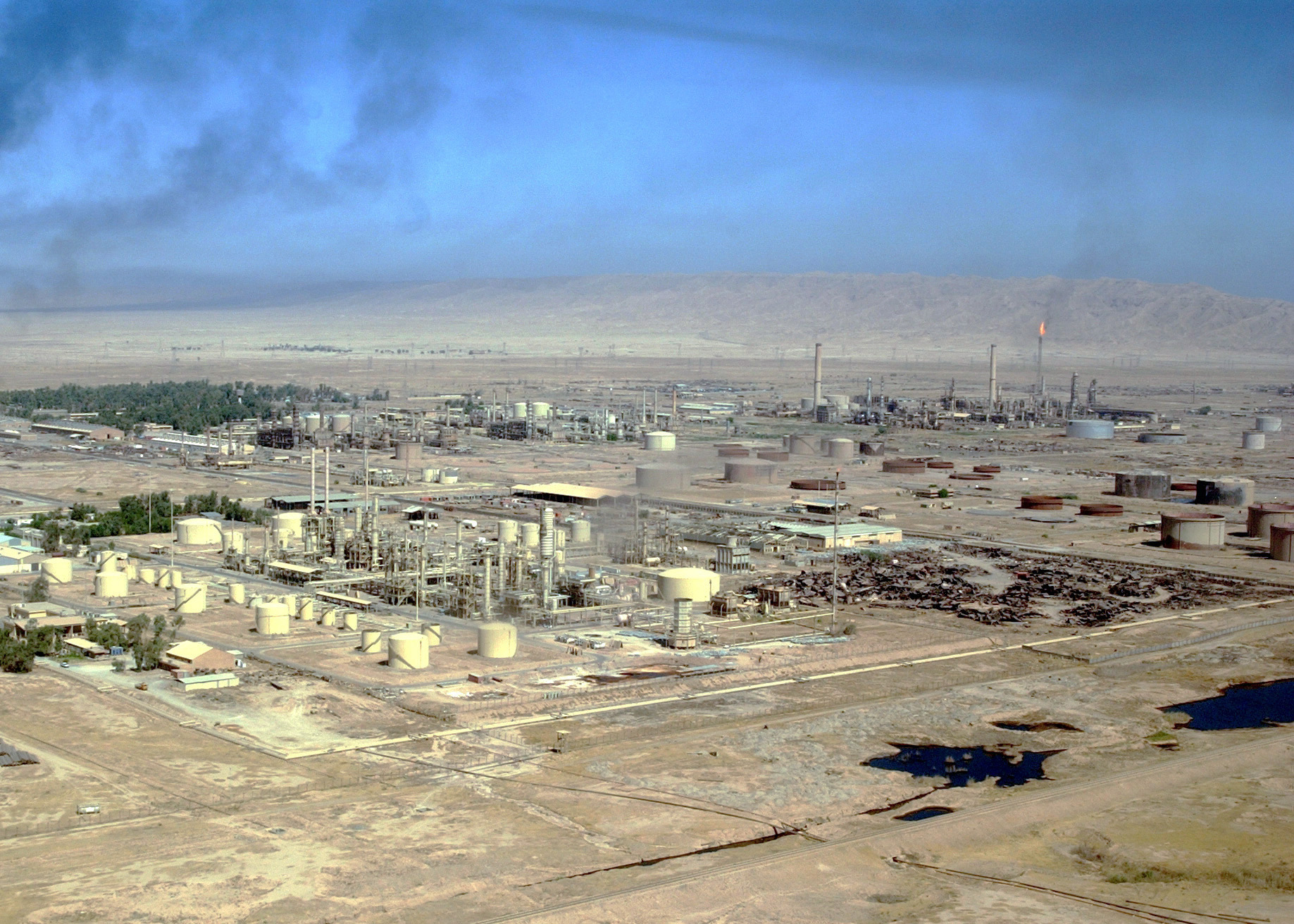
De olieraffinaderij.
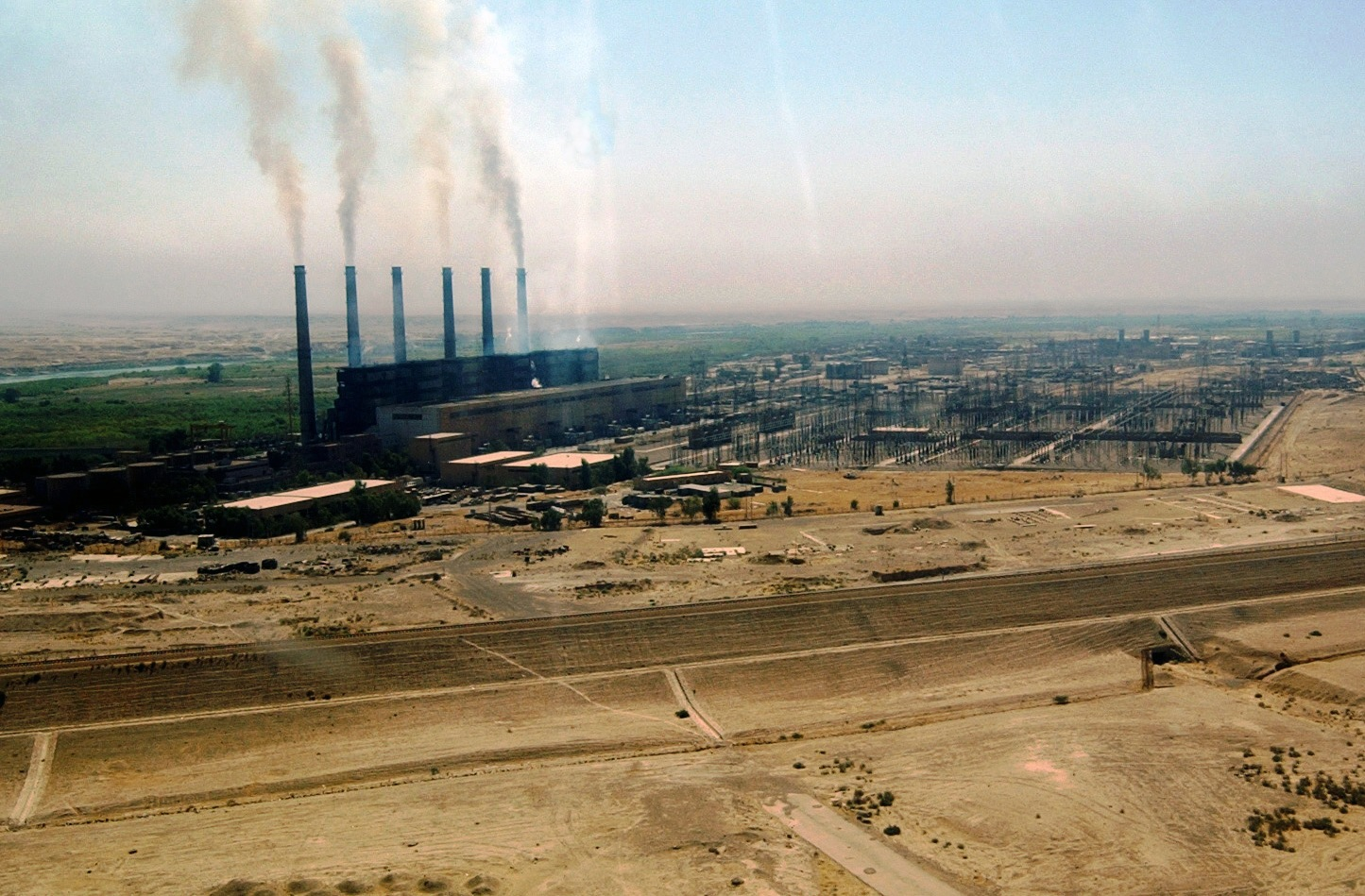
De elektriciteitscentrale.
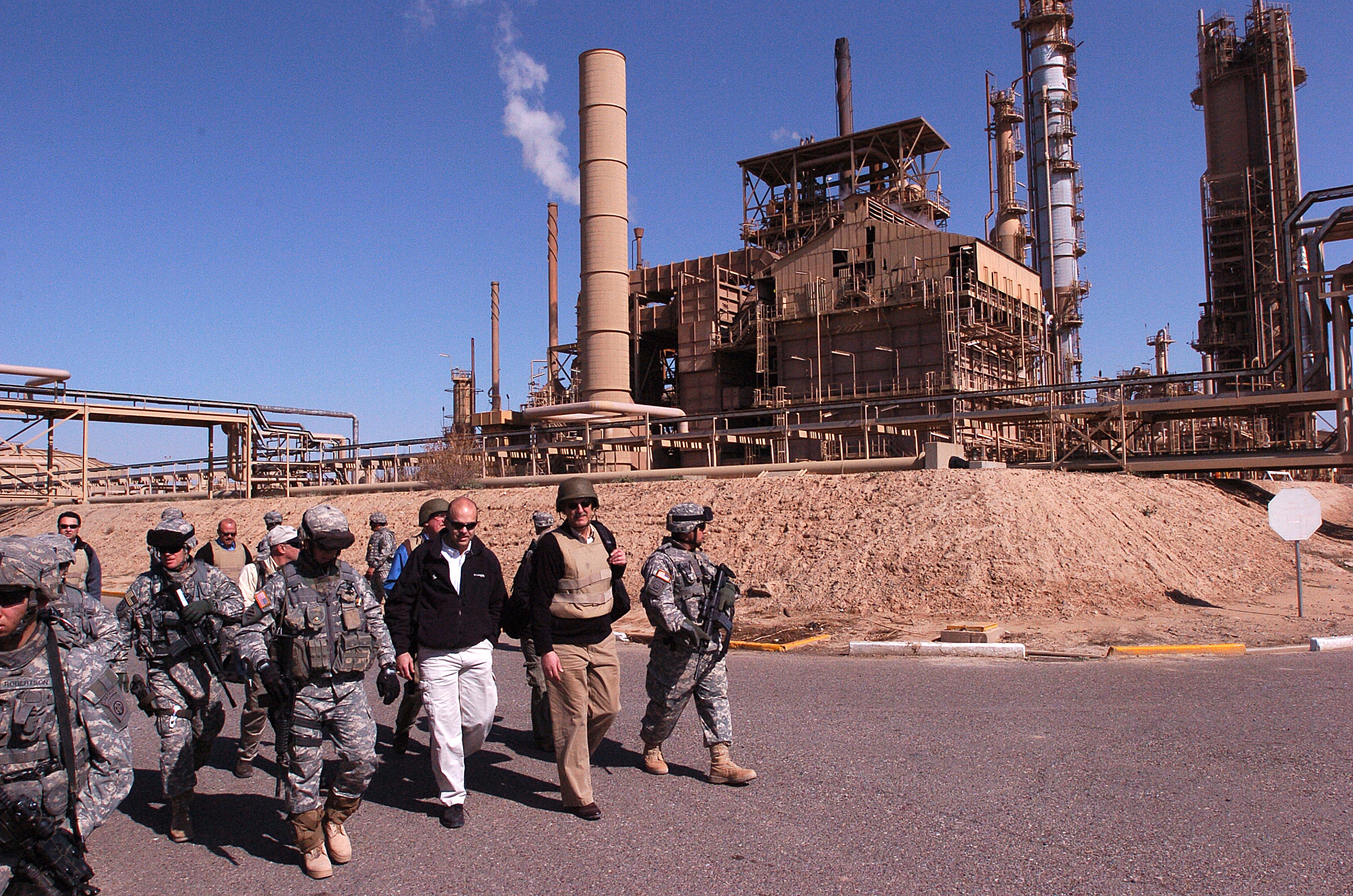
De meststoffenfabriek.
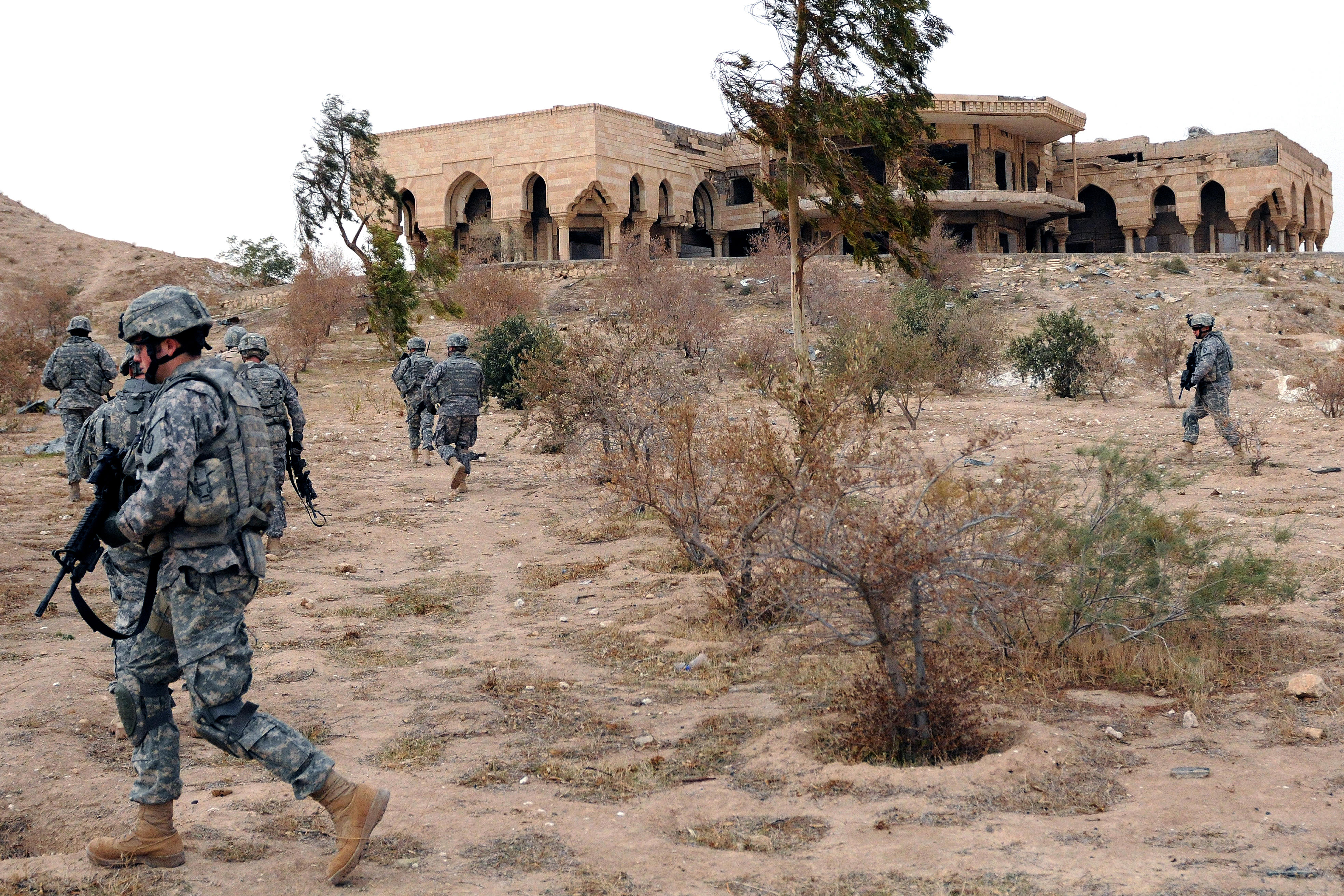
Amerikaanse soldaten bij een van Saddam Hoesseins voormalige paleizen.